# Edouard Espinosa
Pour les articles homonymes, voir Espinosa.
Edouard Henry Espinosa, né le 2 février 1872 à Londres et mort à Worthing le 22 mars 1950, est un danseur et professeur de ballet britannique.
Il est le cofondateur de la Royal Academy of Dance (en) et a établi la bbodance.

## Biographie
Edouard Espinosa est le fils de Léon Espinosa et de Mathilda Oberst,. Il a deux frères (Marius et Leo) et trois sœurs (Judith, Ray (Madame Ravodna) et Lea), qui sont tous devenus des danseurs et des professeurs.
En 1874, les Espinosa s'installent à Londres, puis à Paris en 1888. Peu de temps après, Edouard entre dans un pensionnat durant les périodes où ses parents sont en tournée à Bordeaux, Bruxelles et Berlin. Son père se blessant est forcé d'arrêter sa carrière. Les enfants lui succèdent alors et deviennent les soutiens financiers de la famille. Dès l'âge de douze ans, Edouard enchaîne les petits boulots, il vend des fournitures de broderie, des jouets et du cristal de Bohême, avant de devenir représentant commercial pour des articles dentaires. Après avoir été brièvement en apprentissage chez un dentiste local, il commence tardivement sa formation de ballet à l'âge de dix-huit ans. Il est formé par son père,,.
Bien qu'Espinosa ait une formation en danse de salon, il n'est pas un grand danseur de ballet. Selon son père, il n'a pas les bonnes dispositions physiques. Grâce à un travail acharné, il s'améliore jusqu'à ce qu'il soit capable de se produire en tant que soliste.
En 1889, il fait ses débuts au Old London Aquarium. La performance se passe mal et le directeur l'avertit que s'il n'avait pas été un Espinosa, il en aurait fini avec l'entreprise.
De 1891 à 1896, il danse avec le Lyceum Theatre sous la direction d'Henry Irving, puis danse sous la direction de Charles Frohman à New York pendant une saison en 1893. Entre 1896 et 1939, il est Maître de ballet du Royal Opera House à Covent Garden, de l'Empire Theatres (en) et de l'Alhambra Theatre, Pendant ce temps, il danse dans de nombreux spectacles, dont Chu Chin Chow (1916), The Maid of the Mountains (en) (1917) et The Last Waltz (1922).
En plus de jouer, il travaille avec son père, produit et chorégraphie pour le music-hall, la pantomime et des pièces de théâtre dans toute la Grande-Bretagne et à l'étranger. Il est particulièrement doué pour enseigner et analyser les étapes. Il codifie les étapes enseignées par son père, et ce code est devenu la base du premier programme structuré de ce type à être conçu au niveau international.
En 1896, il ouvre sa première école de ballet et en 1908, établit l'École Normale britannique de Danse
Il se lie d'amitié avec Phillip J. S. Richardson. En 1920, Espinosa et Richardson ont des réunions continues avec d'autres grands du ballet, dont Phyllis Bedells, Lucia Cormani, Adeline Genée, Tamara Karsavina, Ninette de Valois et Anton Dolin pour discuter de l'état du ballet. Ils cherchent à établir une association qui veillerait à ce que tous les enseignants enseignent correctement.Finalement, le groupe fonde l'Association of Operatic Dancing, connue plus tard sous le nom de Royal Academy of Dance (RAD).
Trois mois après la fondation de RAD, l'école organise les premiers examens de ballet.
Pendant ce temps, Espinosa écrit The Elementary Technique of Operatic Dancing, initialement appelé Syllabus of Elementary Technique, qui est publié en 1928.
En 1929, Espinosa se sépare de la RAD et fonde un an plus tard avec sa femme Eve Louise Kelland la British Ballet Organization (BBO),. Au moment où il quitte l'Association of Operative Dancing, beaucoup de ses étudiants étaient devenus des professeurs éminents dans diverses parties des îles britanniques, et ils ont formé le noyau du BBO. Au fil des ans, l'organisation s'agrandit, offrant un programme et des examens en danse. Elle étend son influence à l'Afrique du Sud, l'Australie, la Nouvelle-Zélande et l'Inde, ainsi qu'à toutes les îles britanniques.

## Famille
Avec Eve Louise Kelland , il a eu deux enfants, Edward Kelland-Espinosa et Yvette Espinosa (en). Après sa mort, ses enfants prennent le contrôle du BBO.

## Postérité
Woolborough House à Londres (39 Lonsdale Road) était la maison de la famille Espinosa à partir de 1913. Lors de la formation de la British Ballet Organization (BBO), elle est devenue le siège de l'organisation. En 1932, un studio a été construit à côté de la maison qui a continué à accueillir des cours et des examens BBO et fournit un espace de répétition à de nombreuses compagnies de danse et artistes professionnels de premier plan. En 2015, le BBO a déménagé à Battersea Reach.
De nombreux étudiants célèbres ont étudié avec Espinosa à Woolborough House, dont Phyllis Bedells et Ninette de Valois.

## Publications
- 1946 : And then he danced, Londres : Sampson Low, Marston and Co.
- 1967 : Ballet, Londres : E.K. Espinosa.